# Mandarinoite
La mandarinoite è un minerale.